# Миска (гора)
Миска (на местном диалекте Мыска) — грязевой вулкан в России, расположен в городе Темрюк Краснодарского края. Имеет статус особо охраняемой природной территории.
Наиболее бурные извержения вулкана наблюдались в XIX веке: наивысшая активность — в 1812 и 1844 годы, наименьшая — в 1860 г. Последнее сильное извержение произошло в 1843 году, оно сопровождалось выбросами сопочной брекчии, паров, дыма и пламени. Именно тогда образовался ландшафт вулкана, то есть конусовидная вершина провалилась вниз, образовалась впадина, которая в течение нескольких лет заполнялась подземными источниками и существующими тогда выделениями нефти (и на поверхности, и под водой). Со временем оползни закрыли нефть и осталась только вода.
Название происходит как раз-таки от вида озера: изначально оно было почти что круглое, окружённое невысокими холмами. Преобладающим населением Темрюка на тот момент были казаки, они-то и называли озеро «тарелкой», что на их языке звучало как «мыска».